# Hewitt Associates
Hewitt Associates Inc. war ein an der Börse notiertes US-amerikanisches Unternehmen mit Hauptsitz in Lincolnshire, Illinois. 
Seit Oktober 2010 gehört Hewitt zur Aon Corporation. Hewitt's Tätigkeiten wurden mit Aon zusammengeführt und das neue Tochterunternehmen trat seitdem unter dem Namen Aon Hewitt auf. Im Juni 2020 wurde das Unternehmen in Aon Solutions umbenannt. Das Unternehmen war im Bereich Outsourcing von Personalwesen, englisch Human Resource Consulting, in 33 Ländern aktiv und hatte nach eigenen Angaben dort mehr als 3000 Kunden. Hewitt Associates war in der Rangliste Fortune 1000 des Wirtschaftsmagazins Fortune gelistet und wurde unter der Abkürzung HEW an der New York Stock Exchange gehandelt. Die Geschäftsfelder waren Beratung und Planung bei Rentenansprüchen und Krankenversicherungen der Kunden.

## Geschichte
Am 1. Oktober 1940 gründete Ted Hewitt in Lake Forest die Firma Edwin Shields Hewitt and Associates als Versicherungsmakler mit dem Schwerpunkt finanzielle Beratung. Eine erste regionale Zweigstelle wurde 1959 in Minneapolis eröffnet. Im Jahr 1974 machte Hewitt eine Abteilung in der kanadischen Stadt Toronto und 1985 in Paris und in St Albans bei London auf. 2004 wurde die Übernahme von Exult Inc., ein Spezialist für Business Process Outsourcing mit Hauptsitz im kalifornischen Irvine und 2400 Mitarbeitern, für 690 Millionen US-Dollar bekannt gegeben. Im Laufe der Zeit hat das Unternehmen weitere Firmen erworben.
- Bacon & Woodrow
- Northern Trust Retirement Consulting, L.L.C.
- Cyborg Worldwide, Inc.
- LCG
- Acquire RealLife HR[4]
- New Bridge Street Consultants[5]

Am 12. Juli 2010 gab das in Chicago beheimatete Unternehmen Aon Corporation bekannt, Hewitt für 4,9 Milliarden US-Dollar in bar und Aktien übernehmen zu wollen. Der Kauf wurde am 1. Oktober 2010 abgeschlossen und der Handel der Aktien an der New York Stock Exchange wurde eingestellt. Zwei Wochen später gab Aon bekannt, dass zwischen 1500 und 1800 Mitarbeiter entlassen werden.